# Sobès
Sobès (en francès Soubès) és un municipi occità del Llenguadoc, situat al departament de l'Erau, a la regió d'Occitània.